# Śnieżny chłopak i cool dziewczyna
Śnieżny chłopak i cool dziewczyna (jap. 氷属性男子とクールな同僚女子 Kōri zokusei danshi to kūru na dōryō joshi) – manga autorstwa Miyuki Tonogayi, publikowana od lipca 2019 w serwisie Gangan Pixiv wydawnictwa Square Enix. W Polsce prawa do jej dystrybucji nabyło wydawnictwo Dango. 
Na podstawie mangi powstał serial anime, który był emitowany od stycznia do marca 2023.

## Fabuła
Historia opowiada o Himuro, potomku yuki-onny, który ma tendencję do zamrażania pobliskich obiektów lub przywoływania burzy śnieżnej, kiedy jest przytłoczony emocjonalnie. Z tego powodu, gdy jego romantyczne uczucia wobec koleżanki z pracy, Fuyutsuki, nasilają się, kończy się to zamarznięciem osób wokół niego. Fuyutsuki jednak zdaje się nie zauważać jego starań.

## Bohaterowie
- Fuyutsuki (jap. 冬月さん Fuyutsuki-san)

Seiyū: Yui Ishikawa 
- Himuro (jap. 氷室くん Himuro-kun)

Seiyū: Chiaki Kobayashi 
- Komori (jap. 狐森さん Komori-san)

Seiyū: Yumi Uchiyama 
- Saejima (jap. 冴島くん Saejima-kun)

Seiyū: Kōki Uchiyama 
- Otonashi (jap. 音無さん Otonashi-san)

Seiyū: Ayane Sakura 
- Katori (jap. 火鳥くん Katori-kun)

Seiyū: Shūgo Nakamura 
- Yukimin (jap. ゆきみん)

Seiyū: Hiyori Nitta 

## Manga
Pierwszy rozdział mangi został opublikowany 3 sierpnia 2018 na Twitterze Tonogayi, a od 12 lipca 2019 seria ukazuje się w serwisie Gangan Pixiv. Następnie wydawnictwo Square Enix rozpoczęło zbieranie rozdziałów do wydań w formacie tankōbon, których pierwszy tom ukazał się 22 lipca 2019. Według stanu na 20 czerwca 2025, do tej pory wydano 11 tomów.
W Polsce manga ukazuje się nakładem wydawnictwa Dango.
| Nr | Język japoński       | Język japoński         | Język polski      | Język polski           |
| Nr | Data wydania         | ISBN                   | Data wydania      | ISBN                   |
| -- | -------------------- | ---------------------- | ----------------- | ---------------------- |
| 1  | 22 lipca 2019        | ISBN 978-4-75-756166-3 | 24 czerwca 2021   | ISBN 978-83-66596-44-3 |
| 2  | 21 marca 2020        | ISBN 978-4-75-756542-5 | 12 lipca 2021     | ISBN 978-83-66596-45-0 |
| 3  | 22 października 2020 | ISBN 978-4-75-756867-9 | 21 września 2021  | ISBN 978-83-66596-46-7 |
| 4  | 22 kwietnia 2021     | ISBN 978-4-75-757206-5 | 12 listopada 2021 | ISBN 978-83-66596-47-4 |
| 5  | 22 listopada 2021    | ISBN 978-4-75-757581-3 | 11 marca 2022     | ISBN 978-83-66596-86-3 |
| 6  | 22 czerwca 2022      | ISBN 978-4-75-757979-8 | 28 grudnia 2022   | ISBN 978-83-67389-21-1 |
| 7  | 21 grudnia 2022      | ISBN 978-4-75-758317-7 | 24 sierpnia 2023  | ISBN 978-83-67389-55-6 |
| 8  | 22 czerwca 2023      | ISBN 978-4-75-758619-2 | —                 |                        |
| 9  | 22 stycznia 2024     | ISBN 978-4-7575-9018-2 | —                 |                        |
| 10 | 21 sierpnia 2024     | ISBN 978-4-7575-9372-5 | —                 |                        |
| 11 | 20 czerwca 2025      | ISBN 978-4-7575-9909-3 | —                 |                        |

## Anime
21 czerwca 2022 ogłoszono, że na podstawie mangi powstanie serial anime. Za produkcję odpowiadały studia Zero-G i Liber, a za reżyserię Mankyū. Scenariusz napisała Tomoko Konparu, postacie zaprojektowała Miyako Kanō, a muzykę skomponowała Ruka Kawada. Seria była emitowana od 4 stycznia do 22 marca 2023 w Tokyo MX i innych stacjach. Motywem otwierającym jest „Frozen Midnight” w wykonaniu Takao Sakumy, końcowym zaś „Rinaria” (jap. リナリア) autorstwa Nowlu. Prawa do streamingu serii nabył Crunchyroll.

### Lista odcinków
| №  | Tytuł | Premiera         |
| -- | --- | ---------------- |
| 1  | A Cherry Blossom Meeting & A Coming Blizzard Sakura no deai to fubuki no yokan (桜の出会いと吹雪の予感)             | 4 stycznia 2023  |
| 2  | The Okinawan Sea & Melting Feelings Okinawa no umi to torokeru kimochi (沖縄の海ととろける気持ち)                   | 11 stycznia 2023 |
| 3  | A First Meal & A Secret Photo Hajimete gohan to naisho no shashin (初めてごはんとナイショの写真)                    | 18 stycznia 2023 |
| 4  | A Day Off Date & A Shared Game Kyūjitsu dēto to futari no gēmu (休日デートとふたりのゲーム)                         | 25 stycznia 2023 |
| 5  | The Fox Girl & The Phoenix Boy Yōko joshi to fushichō danshi (妖狐女子と不死鳥男子)                                 | 1 lutego 2023    |
| 6  | Lost in The Amusement Park Rosuto In yuenchi (ロスト・イン・遊園地)                                                 | 8 lutego 2023    |
| 7  | Excitement! The Halloween Costume Contest Dokitto! Harōwin kosupure taikai (ドキッと！ハロウィンコスプレ大会)       | 15 lutego 2023   |
| 8  | The Little Sister Appears! Christmas on the Slopes Imōto tōjō! Sukī-jō no kurisumasu (妹登場！スキー場のクリスマス) | 22 lutego 2023   |
| 9  | Lost Again And A First Shrine Visit Rosuto agein in hatsumōde (ロスト・アゲイン・イン・初詣)                        | 1 marca 2023     |
| 10 | Sleepover in the Storm! Arashi no otomarikai! (嵐のお泊り会！！)                                                    | 8 marca 2023     |
| 11 | Catch Me & Touch Me Kyatchi mī ando tatchi mī (キャッチミー＆タッチミー)                                            | 15 marca 2023    |
| 12 | Their Night Together & The Morning Spring Came Futarikiri no yoru to haru ga kita asa (ふたりきりの夜と春が来た朝)  | 22 marca 2023    |

## Odbiór
W konkursie Next Manga Award 2019 seria zajęła 12. miejsce w kategorii manga internetowa.